# Alloinay
Alloinay – gmina we Francji, w regionie Nowa Akwitania, w departamencie Deux-Sèvres. W 2013 roku liczba ludności wynosiła 878 mieszkańców. 
Gmina została utworzona 1 stycznia 2017 roku z połączenia dwóch ówczesnych gmin: Les Alleuds oraz Gournay-Loizé. Siedzibą gminy została miejscowość Gournay-Loizé.